# Palpita kimballi
Palpita kimballi es una especie de polilla perteneciente a la familia Crambidae descrita por Eugene G. Munroe en 1959.
Se encuentra en Norteamérica, donde se ha registrado en Alabama, Florida, Georgia, Luisiana, Carolina del Norte, Carolina del Sur, Oklahoma, Tennessee y Virginia.
Su envergadura es de 14-15 mm. Las alas anteriores son de color blanco satinado semitranslúcido, con una estrecha franja naranja a lo largo del borde. Los adultos vuelan principalmente de julio a octubre.